# 埃尔卡尔皮奥德塔霍
埃尔卡尔皮奥德塔霍，是西班牙卡斯蒂利亚-拉曼恰托莱多省的一个市镇。总面积114平方公里，总人口2206人（2001年），人口密度19人/平方公里。